# فرانكلين د. إزرائيل
فرانكلين د. إزرائيل (بالإنجليزية: Franklin D. Israel) هو مهندس معماري أمريكي، ولد في 22 ديسمبر 1945 في بروكلين في الولايات المتحدة، وتوفي في 10 يونيو 1995 في لوس أنجلوس في الولايات المتحدة.